# سلطنة أغاديس
سلطنة أغاديس (المعروفة أيضًا باسم سلطنة آير التينيرية وسلطنة آير) كانت مملكة بربرية تتمركز في مدينة أغاديس في جبال آير، الواقعة عند الطرف الجنوبي من الصحراء الكبرى في الشمال وسط النيجر. لقد تأسست عام 1449 من قبل الطوارق والهوسا كمركز تجاري. تم غزو سلطنة أغاديس لاحقًا من قبل إمبراطورية سونغاي في عام 1500. وبعد هزيمة سونغاي عام 1591، استعادت سلطنة أغاديس استقلالها. شهدت السلطنة انخفاضًا حادًا في عدد السكان والنشاط الاقتصادي خلال القرن السابع عشر. لقد احتلها الفرنسيون فيما بعد في عام 1900.